# Wolrad IV de Waldeck
Wolrad IV, comte de Waldeck (7 juillet 1588, au château d'Eisenberg à Korbach - 6 octobre 1640, à Arolsen) est comte de Waldeck et fondateur de la nouvelle ligne de Waldeck-Eisenberg.

## Famille
Il est le fils de Josias Ier de Waldeck-Eisenberg et sa femme, la comtesse Marie de Barby-Mühlingen. Il épouse en 1607 Anne de Bade-Durlach. Ils ont dix enfants :
- Marie Élisabeth (* 2 septembre 1608, † 19 février 1643 à Bâle), mariée en 1634 à Frédéric V de Bade-Durlach (* 6 juillet 1594; † 8 septembre 1659)
- Josias-Florent (* 1612 à Arolsen, † 1613 à Eilhausen)
- Philippe Dietrich (* 2 novembre 1614 à Arolsen, † 7 décembre 1645 à Korbach)
- Jean-Louis (* 1616 à Arolsen, † 1638 à Wouw)
- Geroges-Frédéric (* 10 février 1620 à Arolsen, † 19 novembre 1692 à Arolsen)
- Jacob (* 1621 à Arolsen, † 1645 à Flandern)
- Christian (*/† 1623 à Arolsen)
- Anne Julienne (*/† 1624 à Arolsen)
- Wolrad V de Waldeck (* 1625 à Arolsen, † 1657 à Bartenstein)
- Charlotte (*/† 1629 à Arolsen)

## Biographie
Les politiques territoriales de son père, le comte Josias Ier, ont créé de plus en plus de conflit entre Waldeck et le Landgraviat de Hesse. La Hesse exerce une influence considérable sur Waldeck au cours de la Réforme protestante. Le conflit éclate en 1615, lorsque la ville Korbach dépose un magistrat désigné par Wolrad à la demande de la Hesse, pour en nommer un nouveau. Les comtes de Waldeck essayent d'intervenir. Hesse répond, affirmant que le Landgrave de Hesse n'est pas seulement le seigneur féodal, mais aussi le souverain sur Korbach. En 1621, Maurice de Hesse-Cassel envahit Waldeck. Wolrad fuit le comté et demande l'aide États-Généraux, de Maurice de Nassau et de l'empereur Ferdinand II. Ferdinand II force la Hesse à se retirer de Waldeck.
En 1625, Wolrad et Christian héritent du comté de Pyrmont. Depuis, ils se donnent le titre de Waldeck-Pyrmont. Au cours de la Guerre de Trente Ans, ils perdent le contrôle de Pyrmont, cependant, le comté leur est revenu après la Paix de Westphalie. En 1639, Wolrad hérite du comté de Culemborg (qui fait maintenant partie des Pays-Bas) et quelques petits domaines par l'intermédiaire de son épouse.
Wolrad est un membre de la Société des fructifiants, sous le pseudonyme der Frühespate. Il meurt en 1640, et est enterré dans le Saint-Kilian de l'Église en Korbach.